# Màquina de Carnot
|  | Per a altres significats, vegeu «Carnot». |

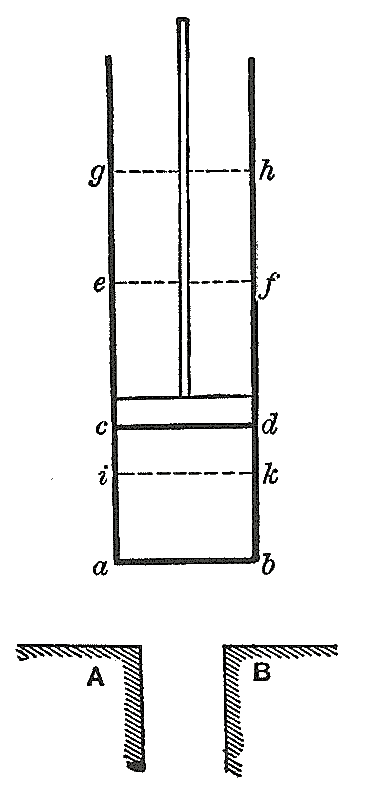
Màquina Carnot "original", diagrama de 1824.

La màquina de Carnot  és una màquina ideal que utilitza calor per fer un treball. Hi ha un gas sobre el qual s'exerceix un procés cíclic d'expansió i contracció entre dues temperatures. El cicle termodinàmic utilitzat es denomina cicle de Carnot i va ser estudiat per Sadi Carnot al voltant de 1820.
Una màquina de Carnot és el procediment més eficaç per produir un treball a partir de dos focus de temperatura.
Pot construir-se a partir d'un cilindre sobre el qual discorre un pistó unit a una biela que converteix el moviment lineal del pistó en moviment circular. El cilindre conté una certa quantitat d'un gas ideal i la màquina funciona intercanviant calor entre dues fonts de temperatures constants  T  1   < T  2  . Les transferències de calor entre les fonts i el gas es fa isotèrmicament, és a dir, mantenint la temperatura constant. Aquesta part del procés és, per tant, reversible. El cicle es completa amb una expansió i una compressió adiabàtiques, és a dir, sense intercanvi de calor, de manera que aquesta part del cicle és també reversible.

## Funcionament de la Màquina de Carnot

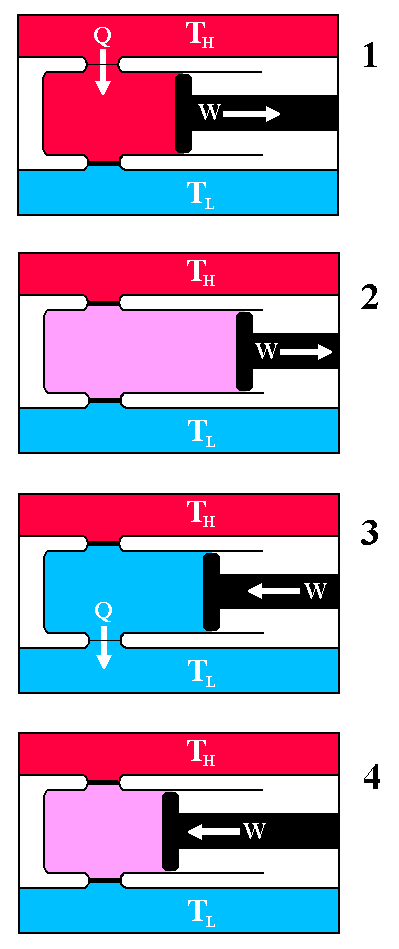
Els focus de temperatura calenta (T_{H}) i de temperatura freda (T_{L}) intercanvien calor amb l'interior del cilindre, on hi ha tancada una certa massa de gas perfecte.

- Els focus de temperatura calenta (TH) i de temperatura freda (TL) intercanvien calor amb l'interior del cilindre, on hi ha tancada una certa massa de gas perfecte. (1) Expansió isotèrmica. Es parteix d'una situació en què el gas ocupa el volum mínim  V  mín   a la temperatura  T  2  i a pressió alta. En aquest estat es transfereix calor al cilindre des de la font de temperatura  T  2  , fent que el gas s'expandeixi. En expandir-se, el gas tendeix a refredar-se, però absorbeix calor de  T  2   i manté la seva temperatura constant. El volum del gas augmenta produint un treball sobre el pistó. Atès que la temperatura roman constant durant aquesta part del cicle, el gas no canvia la seva energia interna i tot la calor absorbida de  T  2   es converteix en treball:

{\displaystyle DQ_{1}=dW_{1}>0,\,} {\displaystyle dU_{1}=0.\,}
- (2) Expansió adiabàtica. L'expansió isotèrmica acaba en un punt tal que la resta de l'expansió es pugui fer sense intercanvi de calor. Aquesta expansió adiabàtica fa que el gas es refredi fins a arribar exactament la temperatura  T  1   en el moment en què el pistó arriba al punt màxim de la seva carrera i el gas arriba al seu volum màxim  V  màx  . Durant aquesta etapa tot el treball realitzat pel gas prové de la seva energia interna:

{\displaystyle DQ_{2}=0,\,} {\displaystyle dU_{2}=dW_{2}>0.\,}
- (3) Compressió isotèrmica. Es posa en contacte amb el cilindre la font de calor de temperatura T1 i el gas comença a comprimir, però no augmenta la seva temperatura perquè va cedint calor a la font freda. Durant aquesta part del cicle es fa treball sobre el gas però, com la temperatura roman constant, l'energia interna no canvia i el treball és absorbit en forma de calor per la font  T  1  :

{\displaystyle DQ_{3}=dW_{3}<0,\,} {\displaystyle dU_{3}=0.\,}
- (4) Compressió adiabàtica. La font  T1   es retira en el moment adequat perquè durant la resta de la compressió el gas elevi la seva temperatura fins a aconseguir exactament el valor  T2   al mateix temps que el volum del gas arriba el seu valor mínim  V mín  . Durant aquesta etapa no hi ha intercanvi de calor i el treball realitzat sobre el gas es converteix en energia interna:

{\displaystyle DQ_{4}=0,\,} {\displaystyle dU_{4}=dW_{4}<=0.\,}

## Treball realitzat
Per la Primera Llei de la Termodinàmica, en cada cicle la màquina realitza un treball mecànic  dW  igual a la calor  DQ  transferida de  T2   a  T1  , la qual cosa es pot comprovar utilitzant les igualtats obtingudes en cada cicle:
{\displaystyle DQ=dQ_{1}+dQ_{3}=dW_{1}+dW_{3}.\,}
on la segona igualtat s'obté d'1) i 3). D'altra banda, l'estat del gas en acabar un cicle és el mateix que al començar-, de manera que el canvi de la seva energia interna ha de ser zero:
{\displaystyle DU_{1}+dU_{2}+dU_{3}+dU_{4}=0.\,}
D'aquesta igualtat i d'1), 2), 3) i 4) es dedueix que  dW 2 +dW 4  = 0 . Per tant
{\displaystyle DQ=dW_{1}+dW_{3}=dW_{1}+dW_{2}+dW_{3}+dW_{4}=dW.\,}
El rendiment d'una màquina de Carnot (el quocient entre la calor absorbida i el treball desenvolupat) és màxim i, sent T₂ la temperatura del focus fred i T1 la del focus calent, es pot calcular com:
{\displaystyle \eta =1-{\frac {T_{2}}{T_{1}}}.\,}